# Примамката
„Примамката“ (на английски: Bait) е американско-канадска екшън комедия от 2000 година на режисьора Антоан Фукуа. Във филма участват Джейми Фокс и Дейвид Морз.

## Актьорски състав
| Актьор           | Роля                |
| ---------------- | ------------------- |
| Джейми Фокс      | Алвин Сандърс       |
| Дейвид Морз      | Едгар Клинтън       |
| Дъг Хътчисън     | Бристол             |
| Кимбърли Елис    | Лиса Хил            |
| Дейвид Пеймър    | Агент Ули           |
| Марк Епс         | Стийви Сандърс      |
| Робърт Пасторели | Джон Делано Джастър |
| Джейми Кенеди    | Агент Блум          |
| Нестор Серано    | Агент Бойл          |
| Кърк Ацеведо     | Рамундо             |
| Джефри Донован   | Хулио               |
| Меган Додс       | Агент Уолш          |
| Тия Тексада      | Тика                |

## Продукция
През май 2000 г. става ясно, че Джейми Фокс ще играе в филма под режисурата на Стивън Сурджик, който впоследствие е заменен от Антоан Фукуа. Филмът е ко-продуциран от Касъл Рок Ентъртейнмънт и Вилидж Роудшоу Пикмърс, а Уорнър Брос са разпространители. Ролята на Дейвид Морз първоначално е било планирано да бъде изиграна от Крис Кристоферсън.

## Саундтрак
Саундтракът е пуснат на 12 септември 2000 г. от Уорнър Брос Рекърдс.

## В България
В България филмът е издаден на VHS от Александра Филмс през 2001 г.
На 23 октомври 2004 г. филмът е излъчен по Би Ти Ви със субтитри на български.
На 20 януари 2017 г. се излъчва отново по каналите на Би Ти Ви Медия Груп с български войсоувър дублаж, направен в студио Медиа Линк. Екипът се състои от:
| Озвучаващи артисти  | Ирина Маринова Симеон Владов Станислав Димитров Виктор Танев Момчил Степанов |
| Преводач            | Мариана Димитрова                                                            |
| Тонрежисьор         | Емил Енев                                                                    |
| Режисьор на дублажа | Милена Манчева                                                               |